# Seznam křížových cest v Olomouckém kraji
Seznam křížových cest v Olomouckém kraji obsahuje Křížové cesty dochované i zaniklé. Seznam je řazen podle umístění a nemusí být úplný.

## Seznam
| Křížová cesta           | Fotografie | Galerie                                                                                  | Maximální nadmořská výška (m n. m.) | Délka (km) | Rok         | Okres     | Souřadnice                       |
| ----------------------- | ---------- | ---------------------------------------------------------------------------------------- | ----------------------------------- | ---------- | ----------- | --------- | -------------------------------- |
| Bělá (†)                |            |                                                                                          | 575                                 |            | po 1842     | Olomouc   | 49°43′48″ s. š., 17°28′3″ v. d.  |
| Bludov                  |            | Kategorie „Stations of the Cross in Bludov“ na Wikimedia Commons                         | 450                                 |            |             | Šumperk   | 49°58′7″ s. š., 16°55′12″ v. d.  |
| Drahotuše               |            |                                                                                          | 249                                 |            | 1800        | Přerov    | 49°32′56″ s. š., 17°41′14″ v. d. |
| Cholina                 |            | Kategorie „Stations of the Cross in Cholina“ na Wikimedia Commons                        | 275                                 |            |             | Olomouc   | 49°39′32″ s. š., 17°2′44″ v. d.  |
| Jeseník                 |            | Kategorie „Stations of the Cross in Jeseník“ na Wikimedia Commons                        | 689                                 |            |             | Jeseník   | 50°13′35″ s. š., 17°13′24″ v. d. |
| Mladějovice             |            | Kategorie „Stations of the Cross in Mladějovice (Olomouc District)“ na Wikimedia Commons | 260                                 |            | 1867        | Olomouc   | 49°45′2″ s. š., 17°13′40″ v. d.  |
| Moravský Beroun         |            | Kategorie „Stations of the Cross in Moravský Beroun“ na Wikimedia Commons                | 616                                 |            | 1751        | Olomouc   | 49°47′50″ s. š., 17°26′19″ v. d. |
| Olšanské hory           |            | Kategorie „Stations of the Cross in Olšanské hory“ na Wikimedia Commons                  | 575                                 |            | 2013        | Šumperk   | 49°57′52″ s. š., 16°50′3″ v. d.  |
| Pavlov                  |            | Kategorie „Křížová cesta (Pavlov)“ na Wikimedia Commons                                  | 510                                 |            | 1840        | Šumperk   | 49°44′35″ s. š., 16°49′29″ v. d. |
| Potůčník                |            |                                                                                          | 525                                 |            | obnova 1991 | Šumperk   | 50°4′25″ s. š., 16°59′4″ v. d.   |
| Slavonín                |            | Kategorie „Stations of the Cross in Slavonín“ na Wikimedia Commons                       | 220                                 |            | 1807        | Olomouc   | 49°34′5″ s. š., 17°14′5″ v. d.   |
| Stražisko               |            | Kategorie „Stations of the Cross in Stražisko“ na Wikimedia Commons                      | 370                                 |            | 1854        | Prostějov | 49°32′31″ s. š., 16°55′51″ v. d. |
| Stříbrnice              |            | Kategorie „Stations of the cross in Stříbrnice“ na Wikimedia Commons                     | 895                                 |            | 1887        | Šumperk   | 50°11′2″ s. š., 16°53′55″ v. d.  |
| Travná                  |            |                                                                                          | 550                                 |            | 1894        | Jeseník   | 50°22′37″ s. š., 16°55′44″ v. d. |
| Velké Losiny (†)        |            |                                                                                          | 456                                 |            | po 1650     | Šumperk   | 50°1′14″ s. š., 17°1′34″ v. d.   |
| Zlaté Hory              |            |                                                                                          | 725                                 |            |             | Jeseník   | 50°13′31″ s. š., 17°23′38″ v. d. |
| Zlaté Hory (Svatý Roch) |            | Kategorie „Stations of the Cross in Zlaté Hory (Svatý Roch)“ na Wikimedia Commons        | 515                                 |            | kolem 1800  | Jeseník   | 50°15′50″ s. š., 17°24′4″ v. d.  |
| Žulová                  |            | Kategorie „Stations of the Cross in Žulová“ na Wikimedia Commons                         | 527                                 |            | 1877        | Jeseník   | 50°18′33″ s. š., 17°6′42″ v. d.  |